# Pensiero critico
Il pensiero critico è un tipo di pensiero che consiste nell'analisi dei fatti, delle prove, delle osservazioni e degli argomenti disponibili per formare un giudizio attraverso i processi mentali. Comprende processi di riflessione su aree tangibili e intangibili con l'intento di formarsi un giudizio solido che riconcili l'evidenza empirica con il senso comune.
Il pensiero critico trae informazioni dall'osservazione, l'esperienza, il ragionamento o la comunicazione. Esso si fonda sul tentativo di andare al di là della parzialità del singolo soggetto: i suoi valori fondamentali sono la chiarezza, l'accuratezza, la precisione e l'evidenza.

## Descrizione
Nell'ambito dello scetticismo, il pensiero critico è il processo tramite il quale si cerca di giustificare in maniera sufficientemente convincente una certa affermazione. La logica informale fa parte del pensiero critico.
I più recenti risultati della psicologia cognitiva stanno inducendo molti educatori a ritenere che sia più utile per gli studenti esercitarsi nel pensiero critico che imparare a memoria un vasto numero di informazioni.
Per la sua trasversalità il pensiero critico si trova a cavallo di discipline diverse, quali la scienza, la matematica, l'ingegneria, la storia, l'antropologia, l'economia e la filosofia.
È possibile vedere il pensiero critico sotto due aspetti: come insieme di facoltà cognitive e come capacità intellettuale di utilizzare queste facoltà come guida del comportamento. Esso quindi non comprende soltanto l'acquisizione e la memorizzazione di informazioni; non si esaurisce nel possesso di un certo insieme di facoltà da utilizzare una volta tanto, né corrisponde all'utilizzo di dette facoltà senza poi attuarne gli indirizzi risultanti.
Secondo una definizione del American Association of Colleges and Universities il pensiero critico è "a habit of mind characterized by the comprehensive exploration of issues, ideas and artifacts before accepting or formulating an opinion or conclusion”, traducibile con un "atteggiamento mentale caratterizzato dall'analisi completa dei problemi, delle opinioni e dei prodotti prima di accettare un'idea, farsi un'opinione o trarre una conclusione".

## Metodi del pensiero critico

### Tappe
Sebbene il pensiero critico non abbia bisogno di una sequenza rigida di passi obbligati, la seguente sequenza è abbastanza rappresentativa del processo in generale:
1. Ascolto di qualsiasi opinione in merito alla questione in esame, analisi di ciascuna di esse sotto ogni profilo, a partire dalla considerazione di ogni argomento a supporto di ciascuna.
2. Suddivisione di ogni argomento nei suoi costituenti fondamentali (proposizioni semplici) e valutazione delle implicazioni di ogni singola proposizione così ottenuta.
3. Esame specifico delle proposizioni e delle implicazioni, al fine di rilevare eventuali contraddizioni intrinseche.
4. Individuare posizioni opposte all'interno del dibattito, ed assegnare un peso a ciascuna di esse.

- Assegnare un peso maggiore alle affermazioni ben supportate, soprattutto se basate su ragionamenti ben conseguenti, e per contro diminuire quello delle affermazioni deboli o addirittura contraddittorie.
- Regolare il peso da attribuire in base alla attinenza delle informazioni alla questione in esame.
- Pretendere, per ciascuna dichiarazione, una giustificazione proporzionale al tasso di novità e di inverosimiglianza della stessa; in mancanza di un supporto sufficiente, ignorare tali dichiarazioni “incredibili” nella formazione dei giudizi sulla questione.

5. Assegnare quindi i pesi agli argomenti complessi di partenza.
- Si noti che le opinioni intorno alle quali si forma un ampio consenso è probabile che siano le più valide. [>manca citazione, inoltre le innovazioni scientifiche (es. Galileo) e le scoperte geografiche (es. America) hanno spesso confutato questa proposizione per cui l'ampio consenso non ha alcuna attinenza con la correttezza di una proposizione<]
- La “mappa mentale” è uno strumento molto utile all'organizzazione ed alla valutazione di argomenti secondo il processo appena delineato; nelle fasi finali, ad ogni ramo della mappa mentale va assegnato il relativo peso.

Ovviamente, non esiste alcuna garanzia che il pensiero critico conduca ad una conclusione corretta (ovvero alla verità). In primo luogo perché si potrebbe non disporre di tutte le informazioni necessarie alla valutazione (tra l'altro perché alcune di esse potrebbero non essere state ancora scoperte, o perché addirittura inconoscibili). In secondo luogo, perché i pregiudizi del valutatore potrebbero inficiare il buon esito del procedimento.

### Superamento dei pregiudizi
È possibile tuttavia ridurre i propri pregiudizi in vario modo, ad esempio domandandosi “Che significa ciò?” piuttosto che rimanere ancorati alla domanda "In che modo ciò è contrario a ciò che ho sempre creduto?"
Nelle prime fasi di raccolta e di valutazione delle informazioni, la prima cosa da fare è sospendere il giudizio, un po' come si fa quando si legge un romanzo o si guarda un film, cercando il più possibile di attenersi alle proprie percezioni, evitando di associarvi un determinato giudizio.
Successivamente, bisognerebbe prendere coscienza della propria fallibilità tramite l'accettazione del proprio subconscio e dell'influenza di questo sui giudizi coscienti, assumendo una posizione umile che si liberi dall'attaccamento alle proprie convinzioni (che spesso restano salde ed anzi si rafforzano quando vengono smentite dagli esiti dell'esperienza), tenendo bene a mente che esiste sempre una grossa oscurità intorno a ciascun punto illuminato dalla conoscenza.
Come è possibile eliminare del tutto il proprio pregiudizio se non si sa quale dovrebbe essere l'“ideale oggettivo ed universale”? La risposta può essere trovata applicando il pensiero critico al "concetto di uomo" (Erich Fromm). In tal modo si osserverà che il pensiero critico è in grado di condurre alla formazione di un codice etico coerente e completo, ma che in assenza di una giusta valutazione del concetto di umanità tale codice risulterà nondimeno insufficiente.
Infine, è possibile utilizzare il metodo socratico per valutare un argomento, ponendo domande in merito a questioni aperte, quali ad esempio: 
- Cosa intendi per _______________?
- Come giungi a questa conclusione?
- Cosa ti fa credere di essere nel giusto?
- Qual è la fonte di queste informazioni (alludendo all'attendibilità)?
- Cosa accadrebbe se tu ti sbagliassi?
- Puoi indicarmi due fonti in disaccordo con te, illustrandomi i motivi del disaccordo?
- Perché questo è così importante?
- Come potrei accertarmi che mi stai dicendo la verità?
- Esiste una spiegazione alternativa che dia altrettanto conto di questo fenomeno?

### Raggiungimento di una conclusione
Una prospettiva molto utile nell'esercizio del pensiero critico è quella fornita dal rasoio di Occam. Il rasoio di Occam, detto anche "principio di economia", afferma che non bisogna formulare più ipotesi di quelle strettamente necessarie. In altre parole, bisogna attenersi strettamente al modello “più semplice possibile”. Prerogativa del pensiero critico è l'impossibilità di giungere a una conclusione “definitiva”; per sua natura intrinseca, infatti, il pensiero critico non può che condurre a delle conclusioni ottenute “per tentativi”, basate su valutazioni che possono essere definite “accurate”, ma non “esaustive”.

## Efficacia dell'educazione al pensiero critico
Nel 1995 è stata condotta una meta-analisi della letteratura scientifica sull'efficacia dell'insegnamento nell'istruzione superiore.
Lo studio rilevava le preoccupazioni espresse in ambienti accademici, politici, e nel mondo delle imprese, circa l'incapacità dell'istruzione superiore nel formare cittadini dotati di un adatto bagaglio di attitudini e facoltà critiche, che corrisponda alle esigenze della società. Lo studio concludeva che, nonostante l'aspirazione delle facoltà universitarie a sviluppare capacità di pensiero critico negli studenti, la  pratica didattica  ha finito per concentrarsi su fatti e su concetti, facendo leva sul più basso livello cognitivo, anziché aiutarli a sviluppare l'acutezza della comprensione intellettuale e un sistema di valori.
In una meta-analisi successiva, pubblicata nel 2015, un gruppo di ricercatori ha sottoposto a revisione 341 studi di tipo sperimentale, o quasi-sperimentale, che facevano tutti uso di qualche forma di misura standardizzata del pensiero critico allo scopo di valutare la variabilità dei risultati. Gli autori dello studio descrivono i vari approcci metodologici e i vari tentativi di categorizzare i diversi strumenti di valutazione, tra i quali vi sono test standardizzati (e misure da una seconda fonte), test sviluppati dai docenti, test sviluppati dai ricercatori, e test sviluppati da insegnanti che ricoprono anche il ruolo di ricercatori. I risultati evidenziano la necessità di esporre gli studenti a problemi dal mondo reale e mettono in rilievo l'importanza di incoraggiare un dialogo aperto in un contesto favorevole. Lo studio ritiene che strategie efficaci per l'apprendimento delle capacità di pensiero critico possano realizzarsi in un'ampia varietà di situazioni educative.

## Aforismi
William Graham Sumner ha fornito una descrizione piuttosto precisa del pensiero critico:
- [Il pensiero critico è] ...l'analisi e la valutazione di proposizioni di qualunque tipo, al fine di verificarne la corrispondenza alla realtà. La facoltà della critica è generata dall'educazione e dall'allenamento. Si tratta di un abito mentale oltre che di una capacità. Essa è condizione prima dello sviluppo umano. È la nostra unica tutela contro l'illusione, l'inganno, la superstizione e la misconoscenza di noi stessi e del mondo a noi circostante.

--Sumner, W. G. 1940. Folkways: A Study of the Sociological Importance of Usages, Manners, Customs, Mores, and Morals. New York: Ginn and Co., pp. 632, 633.